# Сезар де Вандом
Сеза́р де Бурбо́н (фр. César de Bourbon, duc de Vendôme; 3 июня 1594 — 22 октября 1665) — внебрачный сын короля Франции Генриха IV от его фаворитки Габриэли д’Эстре. Герцог де Вандом с 1598 года, герцог де Бофор и герцог д’Этамп с 1599 года, 5-й герцог де Пентьевр и герцог де Меркёр (по праву своей жены); великий адмирал Франции (1651 года). Родоначальник рода Вандом, побочной линии династии Бурбонов.

## Биография
Внебрачный сын короля Франции Генриха IV и его фаворитки Габриэли д'Эстре (ок. 1571—1599), герцогини де Бофор.
Родился 3/7 июня 1594 года в замке Куси, Пикардия и стал первенцем родителей. Узаконен 3 февраля 1595 года. В 1598 году возведён своим отцом в достоинство герцога Вандомского. В том же году был помолвлен с богатейшей наследницей Франции Франсуазой Лотарингской. После смерти матери родами в 1599 году стал герцогом де Бофор и д’Этамп.
16 июля 1608 году в замке Фонтенбло Сезар женился на Франсуазе Лотарингской, наследнице Филиппа Эммануэля де Меркёра. В 1610 году отец даровал Сезару звание выше пэров королевства, но ниже принцев крови.
В правление своего единокровного брата, Людовика XIII, Сезар принимал участие во многих придворных интригах. В 1626 году, за участие в заговоре Шале против Ришельё он, вместе с своим братом Александром, великим приором Мальтийского ордена, был заключён в Венсеннский замок. Когда его брат в 1629 году умер в заключении, Вандом выхлопотал себе освобождение из тюрьмы (в 1630 году).
В 1632 году Сезар вернулся во Францию, но вскоре был вновь обвинён в заговоре с целью убийства Ришельё и сослан сначала в Голландию, затем в Англию. По распоряжению Ришельё он был заочно приговорён к смертной казни. Только после смерти кардинала он вернулся во Францию и был оправдан по суду в 1642 году.
По смерти Людовика XIII вошёл в милость у его вдовы, королевы Анны Австрийской. Однако участие в заговоре Высокомерных, а затем и во «Фронде принцев» испортило отношения герцога Вандома с королевой, и он должен был снова покинуть Францию.
Получив в 1650 году позволение вернуться во Францию, Вандом остался верен двору и, в звании Великого Адмирала Франции, разбил в 1655 году испанский флот при Барселоне.
Скончался 22 октября 1665 года в собственном Отеле де Вандом в Париже.

## Семья
Жена: (с 7 июля 1609, Фонтенбло) Франсуаза Лотарингская (1592—1669), герцогиня де Меркёр и де Пентьевр, дочь Филиппа-Эммануэля Лотарингского, герцога де Меркёра. Трое детей:
- Людовик I де Бурбон-Вандом (1612—1669), герцог де Меркёр, затем герцог де Вандом.
- Елизавета де Бурбон-Вандом (1614—1664), известна как Мадмуазель де Вандом, муж — Карл Амадей Савойский (1624—1652), герцог де Немур.
- Франсуа де Бурбон-Вандом (1616—1669), герцог де Бофор, известен как Король Рынков. Один из вождей Фронды. В браке не состоял и потомства не оставил. Состоял во внебрачной связи с Марией де Бретань-Авогур (1610—1657), герцогиней де Монбазон и Анной Женевьевой де Бурбон-Конде (1619—1679), герцогиней де Лонгвиль, сестрой Великого Конде, женой Генриха II, герцога де Лонгвиль и любовницей Франсуа VI, герцога де Ларошфуко.